# Solbus
Solbus è un produttore di autobus polacco fondata nel 2001 a Solec Kujawski nel Voivodato della Cuiavia-Pomerania.
L'azienda è stata nominata come una delle "principali fautori nel settore automobilistico della Polonia", infatti nel 2005 ha rappresentato il 20% della produzione di autobus in Polonia, ed è stato nominato dal quotidiano locale Puls Biznesu come una tra le migliori azienda del paese (assieme a Solaris e Autosan), inoltre è una delle tre società con la più rapida crescita economica nel Voivodato della Pomerania.
Produce circa 100-150 autobus all'anno.

## Logo
Al momento della fondazione, il marchio era composto dalla scritta "Solbus" per esteso, A metà del primo decennio, il logo è stato cambiato con la lettera S su uno sfondo blu, Nel settembre 2015 i vertici dell'azienda hanno introdotto il logo corrente.

## Produzione

### Autobus turismo

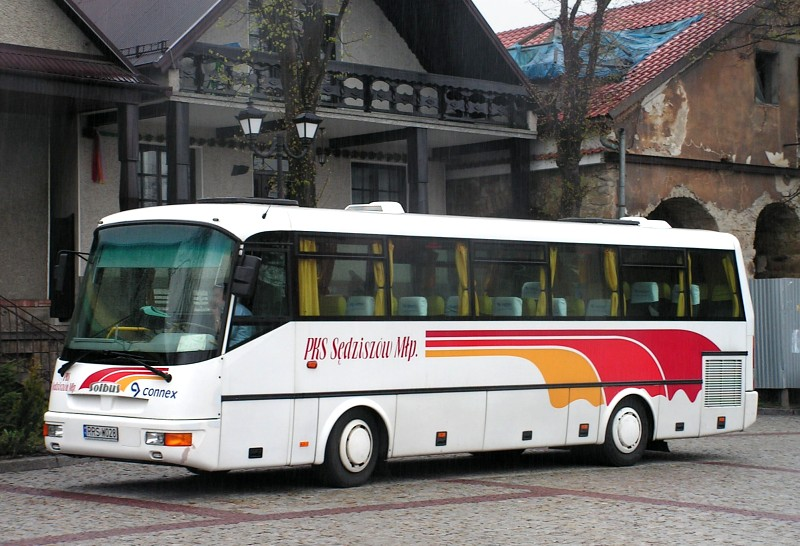
Un Solbus C 9,5

- Un Solbus C 9,5Solbus Soltour ST10
- Solbus Soltour ST11

### Autobus interurbani

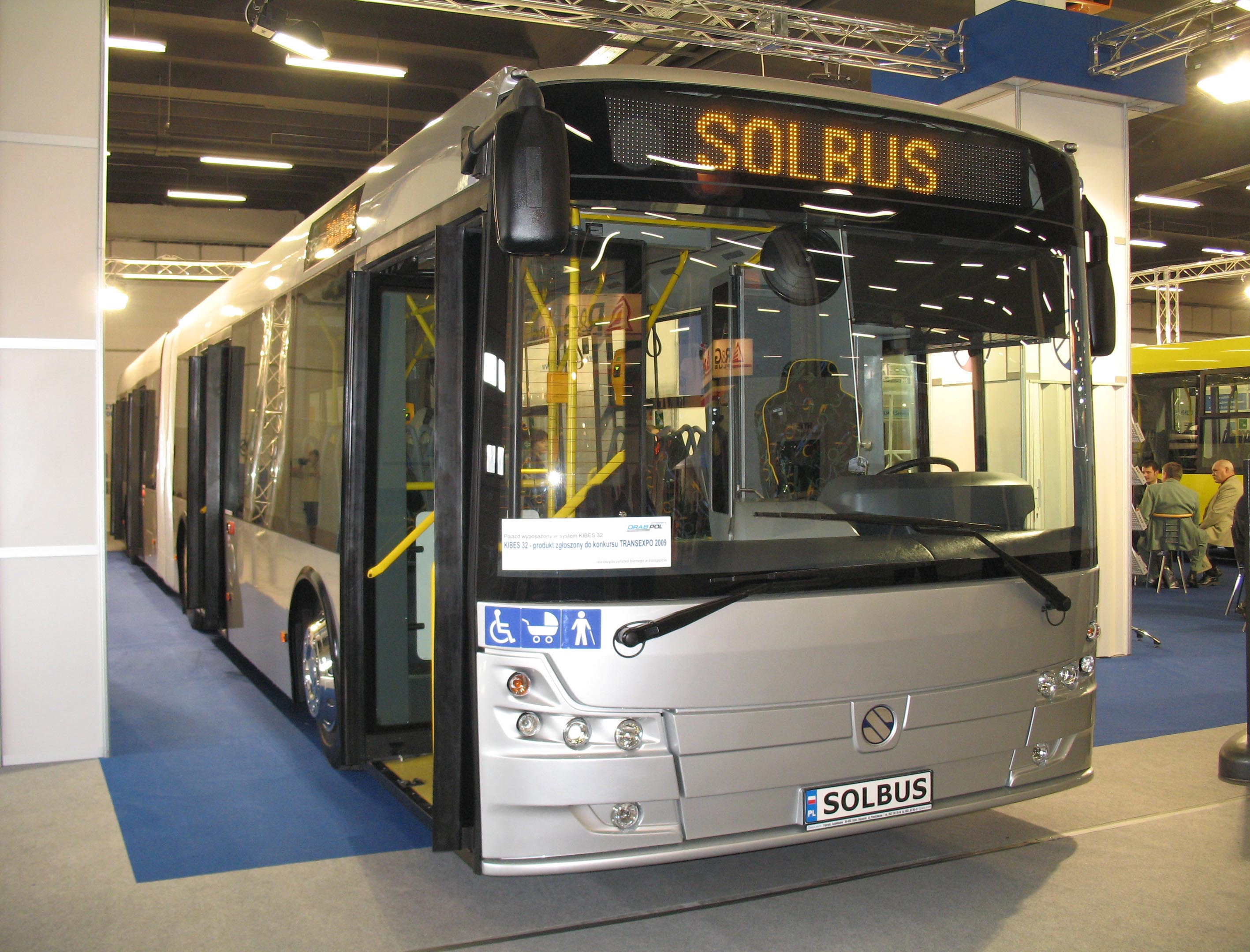
Solbus Silcity 18

- Solbus Soltour ST10/I
- Solbus Soltour ST11/I
- Solbus Solway SL10
- Solbus Silcity 18Solbus Solway SL11

### Autobus urbani

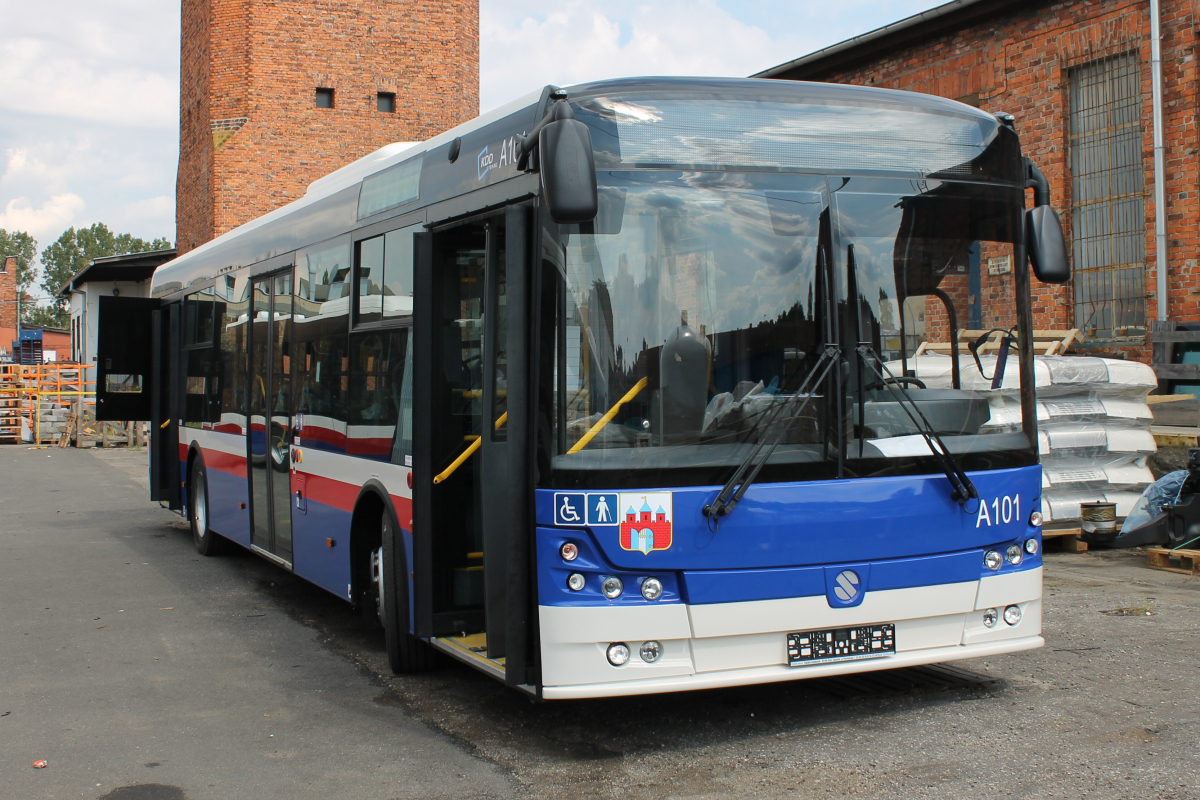
Solbus Solcity 12

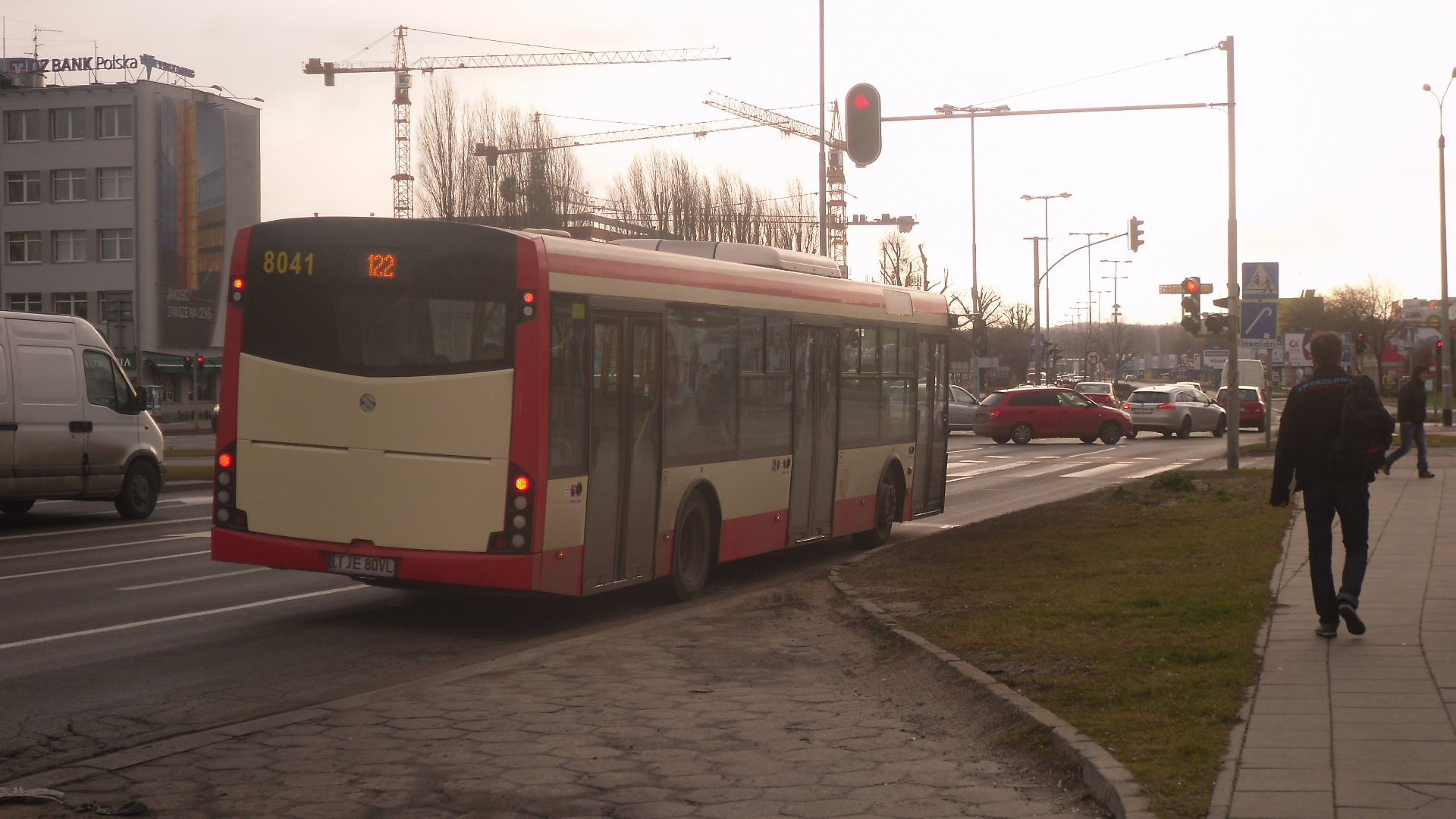
un Solbus Solcity 12 a Danzica

- Solbus Solcity 12un Solbus Solcity 12 a DanzicaSolbus Solcity SN11L

### Autobus cittadini
- Solbus Solcity SN11M
- Solbus Solcity SM12
- Solbus Solcity SM12 LNG
- Solbus Solcity SM18 - (nuovo modello)
- Solbus Solcity SM18 LNG - (nuovo modello)

### Produzione passata

#### Autobus turismo
- Solbus LH 9,5
- Solbus C 10,5/1

#### Autobus interurbani
- Solbus C 9,5
- Solbus C 10,5

#### Autobus urbani
- - Solbus B 9,5